# Otoyol 1
L'Otoyol 1 (in italiano: Autostrada 1), abbreviata in O-1 e localmente chiamata Primo Raccordo   (in turco 1. Çevreyolu), è un'autostrada ad accesso controllato di Istanbul, in Turchia. La O-1 funge da tangenziale interna ed è una delle tre autostrade intercontinentali della città, le altre sono la O-2 e la O-7, oltre a collegare le parti europee e asiatiche della città attraverso il Ponte sul Bosforo.

## Tracciato
L'autostrada parte dal quartiere di Osmaniye, nel distretto di Bakırköy, nella parte europea, attraversa la città superando il Corno d'Oro e il Bosforo e termina nel quartiere di Söğütlüçeşme, nel distretto di Kadıköy, nella parte asiatica. L'Otoyol 1 è esente da pedaggio, mentre il Ponte sul Bosforo è a pagamento in entrambe le direzioni e ha il suo casello sul lato asiatico. La O-1 è collegata tramite tre autostrade al Secondo Raccordo.